# Bagnoli di Sopra Friularo
Il Bagnoli di Sopra Friularo è un vino DOC la cui produzione è consentita nella provincia di Padova.

## Caratteristiche organolettiche
- colore: rosso rubino carico tendente al granato con l'invecchiamento
- odore: vinoso, marcato, tipico, con sentori di marasca e di violetta con il prolungarsi dell'invecchiamento
- sapore: secco, austero, sapido, giustamente tannico, leggermente acidulo

## Storia
Questo vino speciale è stato prodotto esclusivamente con uve Friulare, provenienti da Vigneti storici.
Questo vitigno autoctono è presente a Bagnoli da oltre 5 secoli.

## Abbinamenti consigliati
Vino adatto a piatti di carne rossa alla brace, pesci grassi, come l'anguilla ed il pesce gatto, formaggi di medio impasto o stagionati. Si conserva molto a lungo e deve essere servito a 16 – 18 °C.

## Produzione
Provincia, stagione, volume in ettolitri
- Padova  (1995/96)  195,0
- Padova  (1996/97)  787,91